# Веракрус (щат)
Вижте пояснителната страница за други значения на Веракрус.
Веракрус де Игнасио де ля Яве (на испански: Veracruz de Ignacio de la Llave) е един от 31-те щата на Мексико, разположен в централно-източната част на страната.
Има 7 110 214 жители (2005 г., 3-ти по население), а общата площ на щата е 71 699 км², което го прави 11-ия по площ щат в Мексико.
Столица на щата е град Халапа.

## Градове
- Бока дел Рио